# Kallakudi
Kallakudi es una ciudad y nagar Panchayat situada en el distrito de Tiruchirappalli en el estado de Tamil Nadu (India). Su población es de 15800 habitantes (2021).

## Demografía
Según el censo de 2011 la población de Kallakudi era de 11604 habitantes, de los cuales 5661 eran hombres y 5943 eran mujeres. Kallakudi tiene una tasa media de alfabetización del 88,49%, superior a la media estatal del 80,09%: la alfabetización masculina es del 94,29%, y la alfabetización femenina del 83%.